# 1818 en Italie
Chronologie de l'Italie
- 1814
- 1815
- 1816
- 1817
- 1818
- 1819
- 1820
- 1821
- 1822

## Événements
- 23 février : dans une lettre au comte de Marcellus, député royaliste, le pape Pie VII condamne les amendements du gouvernement français au texte du concordat[1].

## Culture

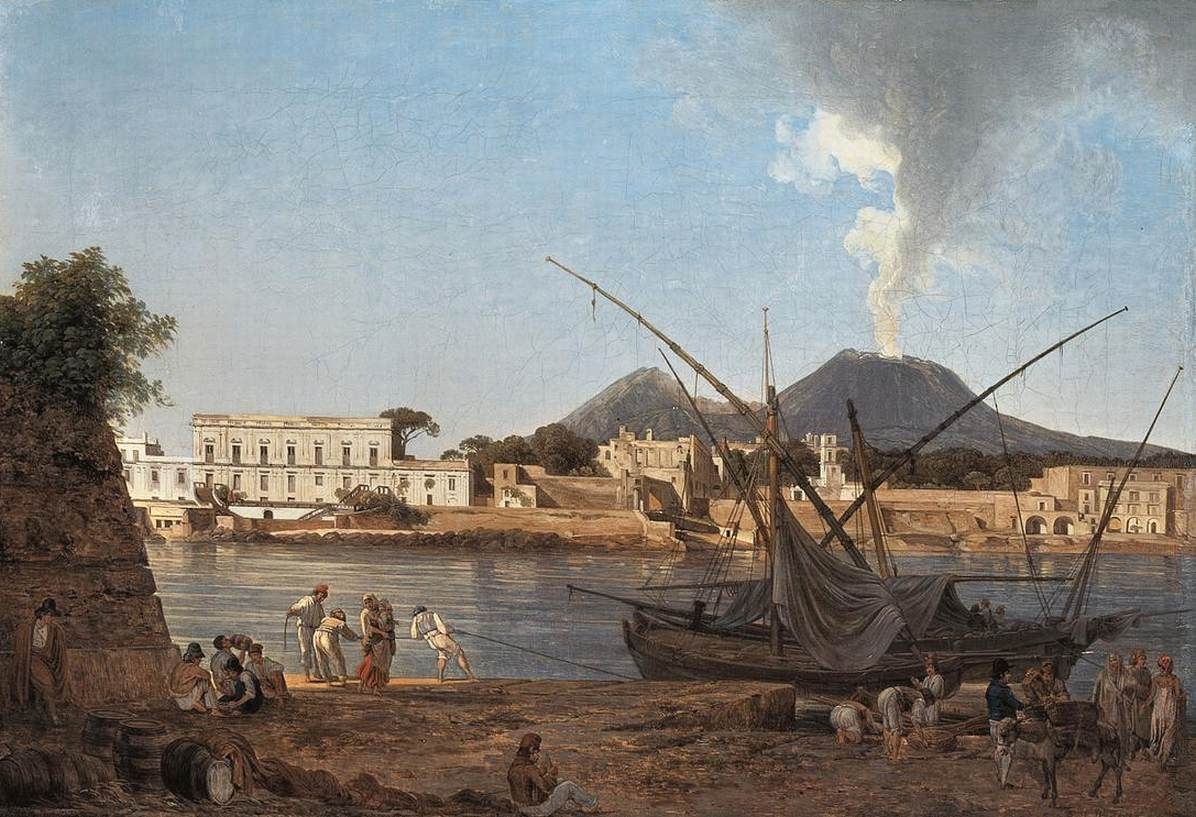
Joseph Rebell : Le môle à Portici.

### Opéras créés en 1818
- 5 mars : Mosè in Egitto (Moïse en Égypte), opéra en quatre actes de Gioachino Rossini, sur un livret d'Andrea Leone Tottola[2], tiré d’une tragédie de Francesco Ringhieri L’Osiride (1760), créé au Teatro San Carlo de Naples avec pour interprètes principaux Michele Benedetti (Mosè), Isabella Colbran (Elcia) et Andrea Nozzari (Osiride)[2].
- 14 novembre : Enrico di Borgogna (Henri de Bourgogne, opéra semiseria en deux actes, de Gaetano Donizetti, sur un livret de Bartolomeo Merelli, créé au Teatro San Luca de Venise. Il s'agit du premier opéra du compositeur à avoir été représenté.
- 3 décembre : Ricciardo e Zoraide, opéra en deux actes de Gioachino Rossini, sur un livret en italien de Francesco Berio di Salsa., inspirée des cantos XIV et XV de Il Ricciardetto, poème épique de Niccolò Forteguerri, créé au Teatro San Carlo à Naples, avec pour interprètes principaux Andrea Nozzari (Agorante, Roi de Nubie, amoureux de Zoraide), Benedetta Rosmunda Pisaroni (Zomira, épouse d'Agorante) et Isabella Colbran (Zoraide, fille d'Ircano, amoureuse de Ricciardo).

## Naissances en 1818
- 12 février : Luigi Sabatelli, peintre. († 5 mai 1899)
- 23 février : Antonio Fontanesi, peintre et graveur du XIXe siècle, spécialisé dans la peinture de paysage. († 17 avril 1882)
- 2 mars : Giulio Briccialdi, flûtiste et compositeur. († 17 décembre 1881)
- 29 mars : Consalvo Carelli, peintre. († 2 décembre 1900).
- 16 juin : Filippo Palizzi, peintre. († 11 septembre 1899).
- 23 décembre : Michele Novaro, compositeur et patriote de l'unité italienne, auteur de la musique de l'hymne italien Fratelli d'Italia. († 20 octobre 1885).
- 24 décembre : Fulvia Bisi, peintre, connue surtout pour ses peintures de paysages et ses vedute. († 15 juillet 1911).

## Décès en 1818
- 1er janvier: Fedele Fenaroli, 87 ans, compositeur de musique sacrée et de deux opéras, maître de chapelle à la basilique de Lanciano. (° 25 avril 1730)
- 2 janvier : Camillo de Simone, 80 ans, cardinal créé  in pectore par le pape Pie VII. (° 13 septembre 1737)
- 5 janvier : Marcello Bacciarelli, 86 ans, peintre de la période baroque, principalement actif en Pologne. (° 16 février 1731)
- 19 janvier : Carlo Crivelli, 81 ans, cardinal créé par le pape Pie VII, nonce apostolique dans le grand-duché de Toscane (en), préfet des Archives secrètes du Vatican (1785), gouverneur de Rome (1794). (° 20 mai 1736)
- 11 août : Lorenzo Prospero Bottini, 81 ans, cardinal créé in pectore par le pape Pie VII. (° 2 mars 1737)